# Campo de la Cruz (ort i Colombia)
Campo de la Cruz är en ort i Colombia.   Den ligger i departementet Atlántico, i den norra delen av landet, 600 km norr om huvudstaden Bogotá. Campo de la Cruz ligger 9 meter över havet och antalet invånare är 22 803.
Terrängen runt Campo de la Cruz är mycket platt. Runt Campo de la Cruz är det ganska tätbefolkat, med 70 invånare per kvadratkilometer. Campo de la Cruz är det största samhället i trakten. Omgivningarna runt Campo de la Cruz är en mosaik av jordbruksmark och naturlig växtlighet.